# Zaraza błękitnawa
Zaraza błękitnawa (Orobanche coerulescens Stephan ex Willd.) – gatunek rośliny z rodziny zarazowatych (Orobanchaceae). 

## Nazewnictwo
Ma liczne synonimy nazwy łacińskiej
- Orobanche ammophila C. A. Mey.
- Orobanche bodinieri H. Lév.
- Orobanche canescens Bunge
- Orobanche japonensis Makino
- Orobanche korshinskyi Novopokr.
- Orobanche mairei H. Lév.
- Orobanche nipponica Makino

## Zasięg występowania
Występuje w środkowej, południowej i południowo-wschodniej Europie oraz na obszarach Azji o umiarkowanym klimacie. W Polsce jest bardzo rzadka. Podawana była tylko w starszej literaturze ze stanowisk nad dolną Wisłą w północnej części kraju.

## Morfologia
ŁodygaŻółtawa, w górnej części gęsto, wełniście, biało owłosiona i pokryta łuskami.
KwiatyGrzbieciste, zebrane w jajowatolancetowaty, gęsty kłos. Łatki kielicha jajowatolancetowate, do połowy dwudzielne. Korona kwiatu najwęższa w środku, łukowato zgięta, niebieskolila, w nasadzie żółtawobiała, długości 10–23 mm. Znamię żółtawobiałe.

## Biologia i ekologia
Bylina, geofit. Jest rośliną bezzieleniową i, jak wszystkie zarazy, pasożytem. Kwitnie od czerwca do lipca. Pasożytuje na różnych gatunkach krwawnika oraz bylicy.

## Zagrożenia i ochrona
W latach 2004-2014 roślina była objęta w Polsce ochroną ścisłą, od 2014 roku podlega częściowej ochronie gatunkowej. Roślina jest umieszczona na Czerwonej liście roślin i grzybów Polski (2006) w grupie gatunków wymierających, krytycznie zagrożonych (kategoria zagrożenia E). W wydaniu z 2016 roku otrzymała kategorię CR (krytycznie zagrożony).
Znajduje się także w Polskiej Czerwonej Księdze Roślin w grupie gatunków krytycznie zagrożonych (kategoria zagrożenia CR).